# Pointe de Méan Martin
La pointe de Méan Martin est un sommet situé dans le massif de la Vanoise, en Savoie.

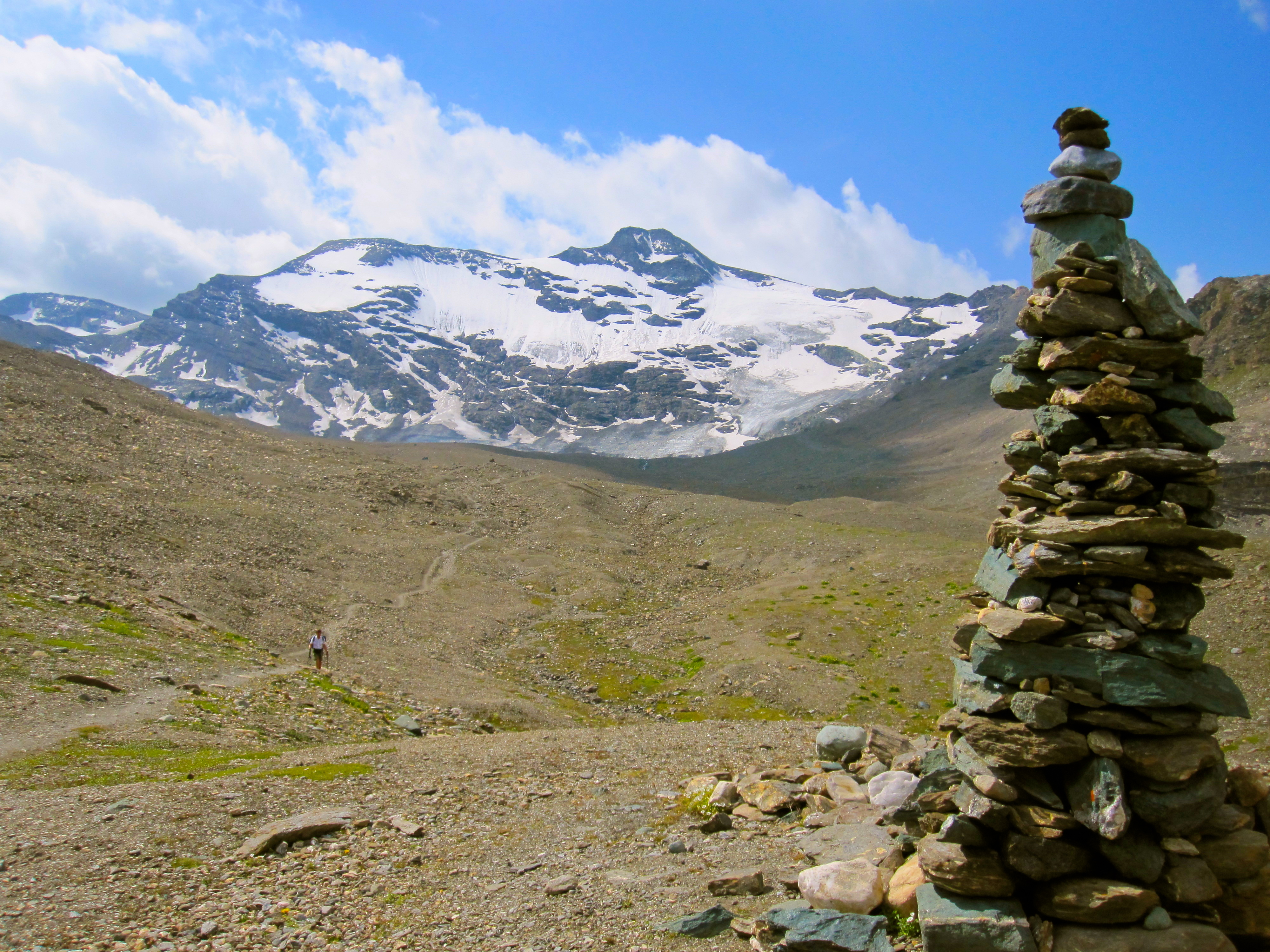
Vue de la pointe de Méan Martin avec son glacier.